# Eugène Albertini
Eugène Albertini (* 2. Oktober 1880 in Compiègne, Département Oise; † 15. Februar 1941 in Paris) war ein französischer Altphilologe und Althistoriker mit dem Schwerpunkt römisches Nordafrika und Epigraphik.

## Leben
Eugène Albertini, Sohn eines Gymnasiallehrers korsischer Herkunft, besuchte das Lycée Henri IV, wo er im concours général den Preis für einen Lateinaufsatz gewann. Er studierte von 1900 bis 1903 an der École normale supérieure in Paris und war von 1903 bis 1906 Stipendiat an der École française de Rome. Anschließend unterrichtete er zunächst an den Lycées von Nantes (1906–1907) und Vesoul (1907–1909) und wurde dann Mitglied des Institut des hautes études hispaniques (1909–1912). 1913 war er kurzzeitig Assistent am Kolonialinstitut in Hamburg und Sekretär des französischen Instituts in Madrid. 1914 bis 1919 nahm er am Ersten Weltkrieg teil. 1919 hatte er den Lehrstuhl für Lateinische Literatur an der Universität Freiburg in der Schweiz inne, bevor er 1920 die Nachfolge von Jérôme Carcopino als Inhaber des Lehrstuhls für Altertümer Afrikas an der Fakultät für Literatur in Algier antrat. Von 1923 bis 1932 war er dazu Direktor der Altertumsbehörde von Algerien und arbeitete in dieser Funktion am Corpus des Inscriptions latines d’Algérie.
Von 1932 bis zu seinem Tod hatte er den Lehrstuhl für Römische Zivilisation am Collège de France inne; in den Jahren 1936 und 1937 gab er Vorlesungen zur römischen Geschichte an der neu gegründeten Universidade Federal do Rio de Janeiro.
Er veröffentlichte zahlreiche Artikel zu den Antiken Algeriens im Bulletin archéologique du Comité des travaux historiques, in den Comptes rendus de l’Académie des inscriptions et belles-lettres, im Journal des savants, wo er 1928 eine wichtige Studie über die in der Region Tebessa entdeckten Verkaufsurkunden aus der Vandalenzeit veröffentlichte (diese Dokumente sind seither als Tabulae Albertini oder Tablettes Albertini) bekannt, Revue africaine, Recueil de la Société archéologique de Constantine, Bulletin de la Société de géographie d’Oran etc.
1938 wurde er Mitglied der Académie des inscriptions et belles-lettres.

## Veröffentlichungen (Auswahl).
- L’Afrique romaine; notes prises aux conférences. Imprimerie orientale Fontana Frères, Alger 1922 (bnf.fr).
- La composition dans les ouvrages philosophiques de Sénèque. de Boccard, Paris 1923.
- Les divisions administratives de l’Espagne romaine. E. de Boccard, Paris 1923.
- L’empire romain. F. Alcan, Paris 1929.
- L’Afrique romaine. Fontana, Algier 1937 (Digitalisat).